# Кетрін (Колорадо)
Кетрін (англ. Catherine) — переписна місцевість (CDP) в США, в окрузі Гарфілд штату Колорадо. Населення — 235 осіб (2020).

## Географія
Кетрін розташований за координатами 39°24′14″ пн. ш. 107°8′42″ зх. д. / 39.40389° пн. ш. 107.14500° зх. д. (39.403756, -107.144961).  За даними Бюро перепису населення США в 2010 році переписна місцевість мала площу 2,25 км², уся площа — суходіл.

## Демографія
Згідно з переписом 2010 року, у переписній місцевості мешкало 228 осіб у 91 домогосподарстві у складі 57 родин. Густота населення становила 101 особа/км².  Було 101 помешкання (45/км²).
Расовий склад населення:
| - 85,1 % — білих - 3,5 % — азіатів - 0,4 % — корінних американців - 0,4 % — чорних або афроамериканців - 8,8 % — осіб інших рас |

До двох чи більше рас належало 1,8 %. Частка іспаномовних становила 18,9 % від усіх жителів.
За віковим діапазоном населення розподілялося таким чином: 23,2 % — особи молодші 18 років, 68,9 % — особи у віці 18—64 років, 7,9 % — особи у віці 65 років та старші. Медіана віку мешканця становила 36,8 року. На 100 осіб жіночої статі у переписній місцевості припадало 123,5 чоловіків;  на 100 жінок у віці від 18 років та старших — 113,4 чоловіків також старших 18 років.
За межею бідності перебувало 8,7 % осіб, у тому числі 0,0 % дітей у віці до 18 років та 0,0 % осіб у віці 65 років та старших.
Цивільне працевлаштоване населення становило 182 особи. Основні галузі зайнятості: мистецтво, розваги та відпочинок — 22,0 %, освіта, охорона здоров'я та соціальна допомога — 19,8 %, будівництво — 18,7 %.